# Điện Voi Ré
Điện Voi Ré (tên chính thức: Long Châu Miếu) cách Hổ Quyền khoảng 400m, trên địa phận tổ dân phố Trường Đá thuộc phường Thủy Biều, quận Thuận Hóa, thành phố Huế. Điện Voi Ré là chứng tích một thời của đội Kinh tượng nhà Nguyễn, đây là một di tích độc đáo thuộc quần thể di tích cố đô Huế.

## Truyền thuyết

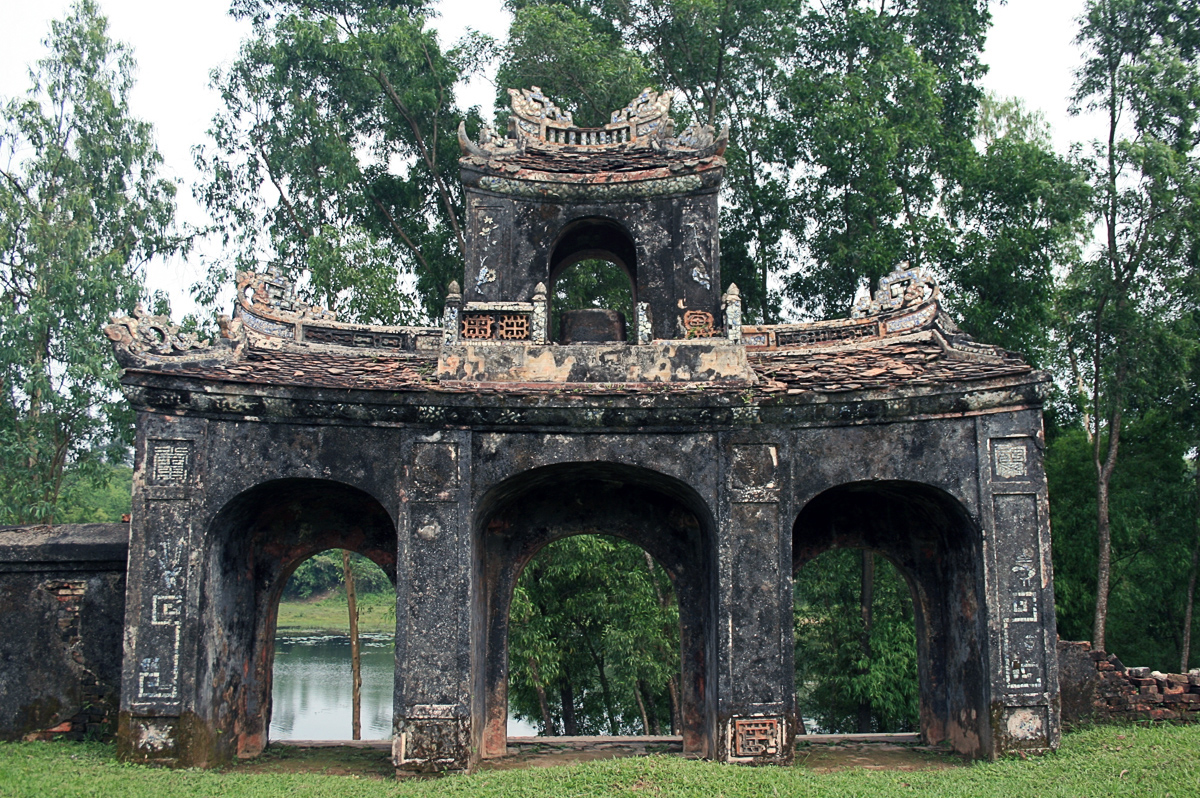
Tam quan, phía trước là Hồ Điện, nơi voi uống nước thiêng mỗi khi giao đấu với hổ tại Hổ Quyền

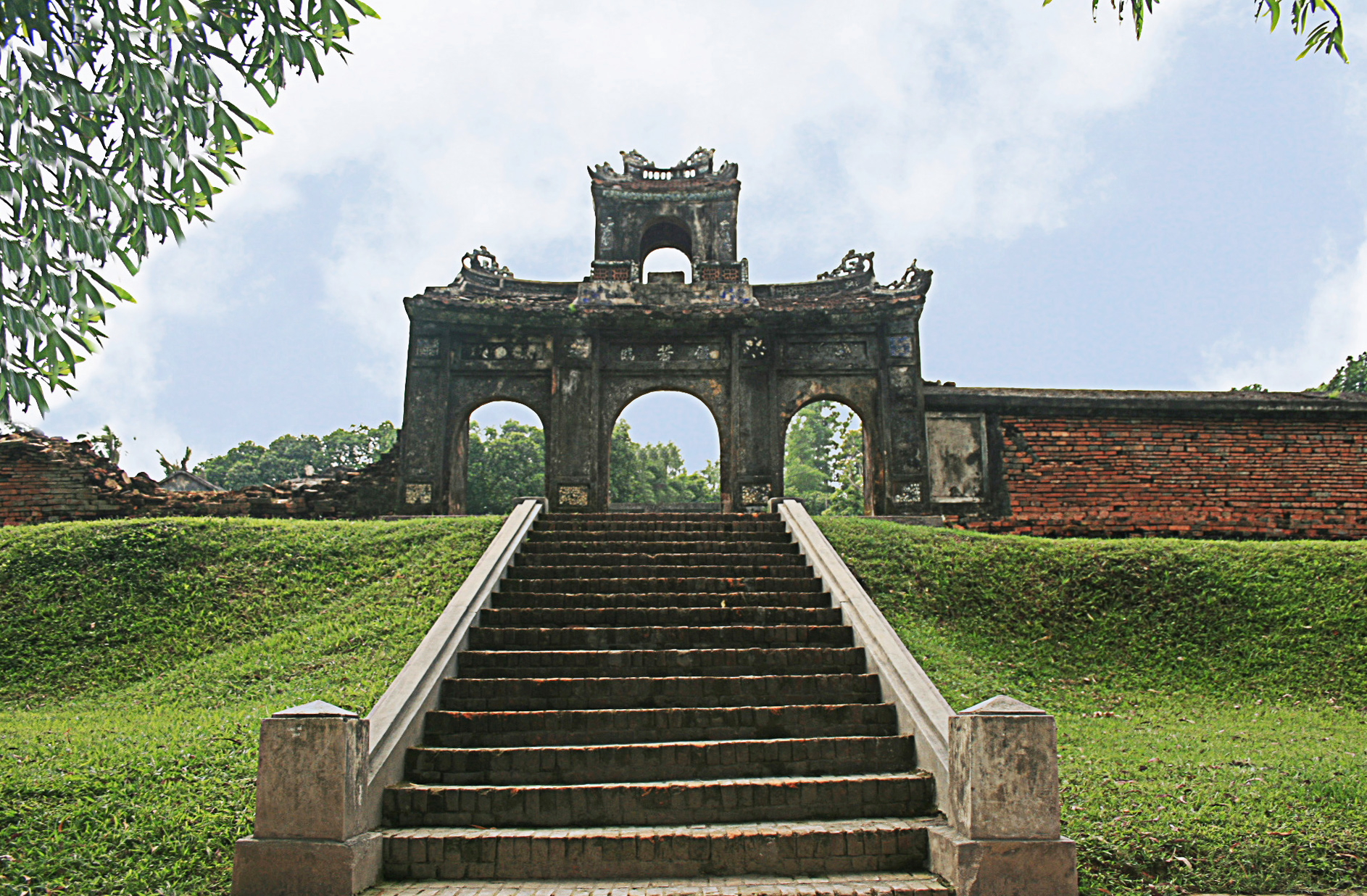
Tam quan Điện Voi Ré

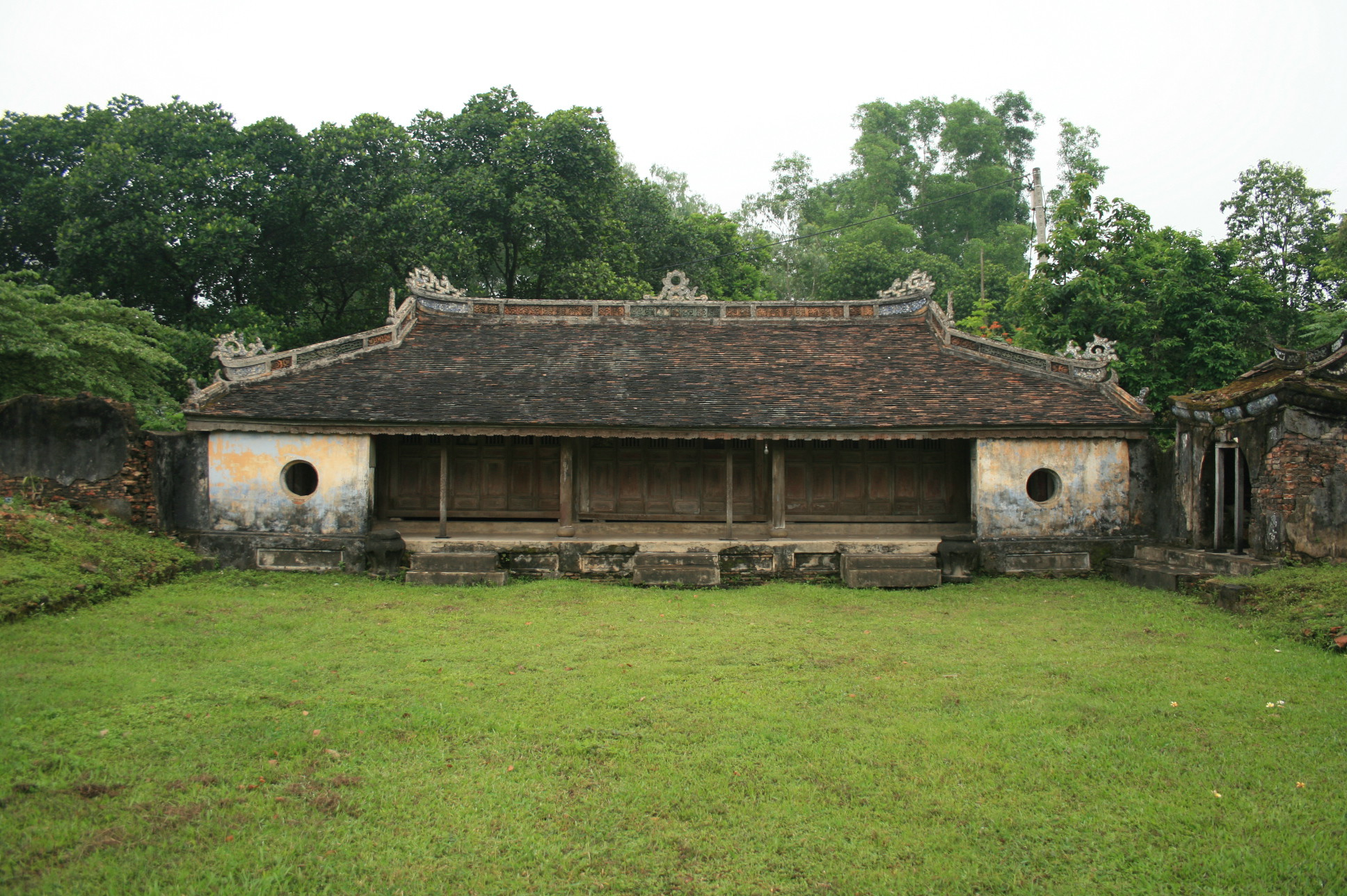
Miếu Long Châu

Dưới thời Trịnh - Nguyễn phân tranh, trong một trận giao tranh với quân đội Đàng Ngoài, một dũng tướng của Đàng Trong hy sinh giữa trận tiền. Đau buồn trước cái chết của chủ, con voi của vị dũng tướng đã chạy trên một quãng đường dài hằng trăm dặm từ chiến địa về tận thủ phủ Phú Xuân, đến địa điểm phía đông của đồi Thọ Cương, nó đã rống lên một tiếng vang trời như phẫn uất, như đau thương cùng cực rồi phủ xuống trút hơi thở cuối cùng. Cảm động trước sự trung thành của một con vật có nghĩa, dân địa phương đã làm lễ an táng, xây mộ cho nó, người ta vẫn gọi một cách mộc mạc là mộ Voi Ré.
Sau khi lên ngôi, vua Gia Long đã cho xây dựng bên cạnh mộ con voi một ngôi điện thờ với tên gọi là Long Châu Miếu để thờ các vị thần bảo vệ và miếu thờ bốn con voi dũng cảm nhất trong chiến trận của triều Nguyễn. Từ truyền thuyết và sự kiện lịch sử như vậy, dân gian quen gọi ngôi miếu này là điện Voi Ré.

## Kiến trúc

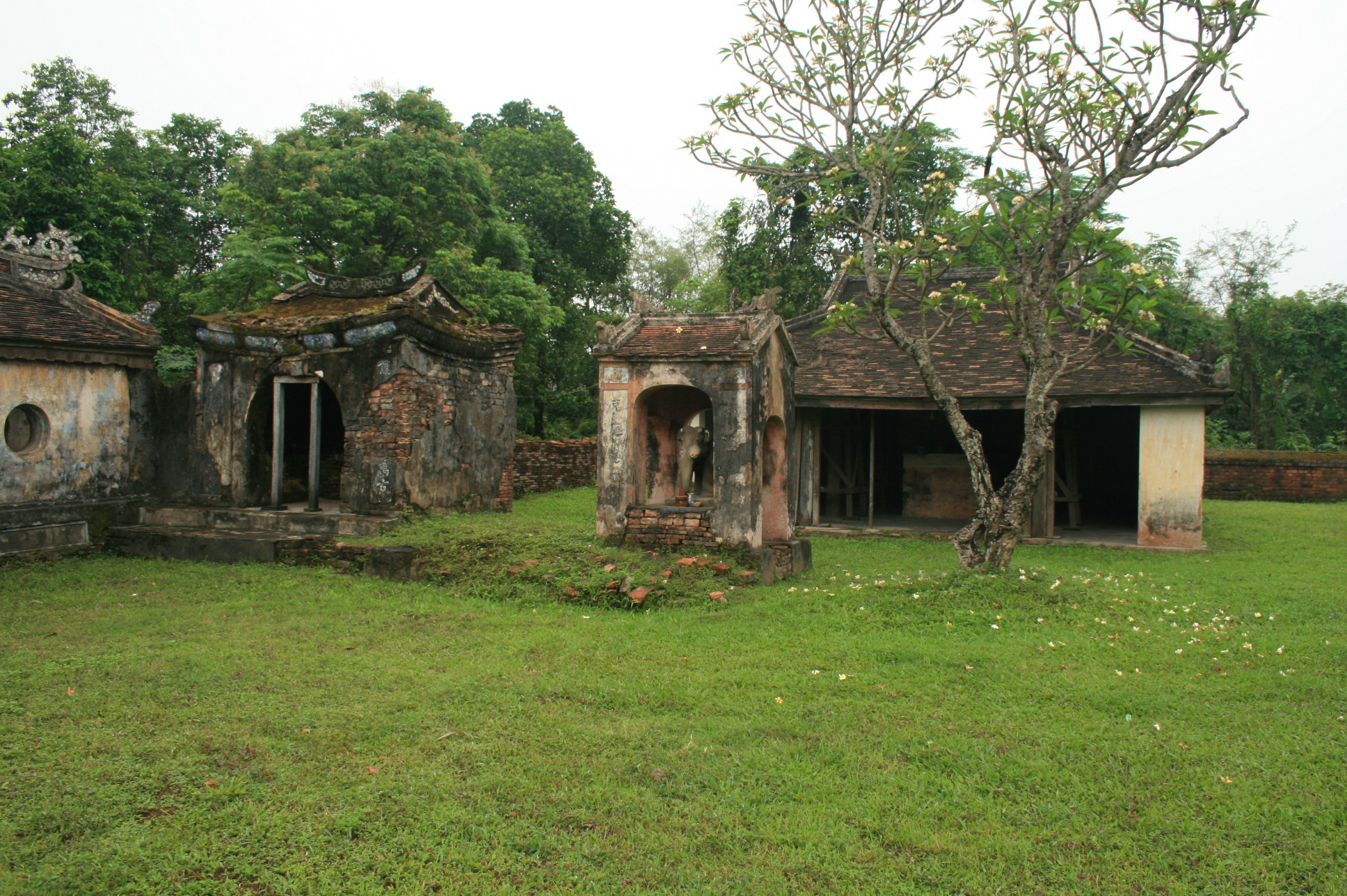
Đông Phối Điện

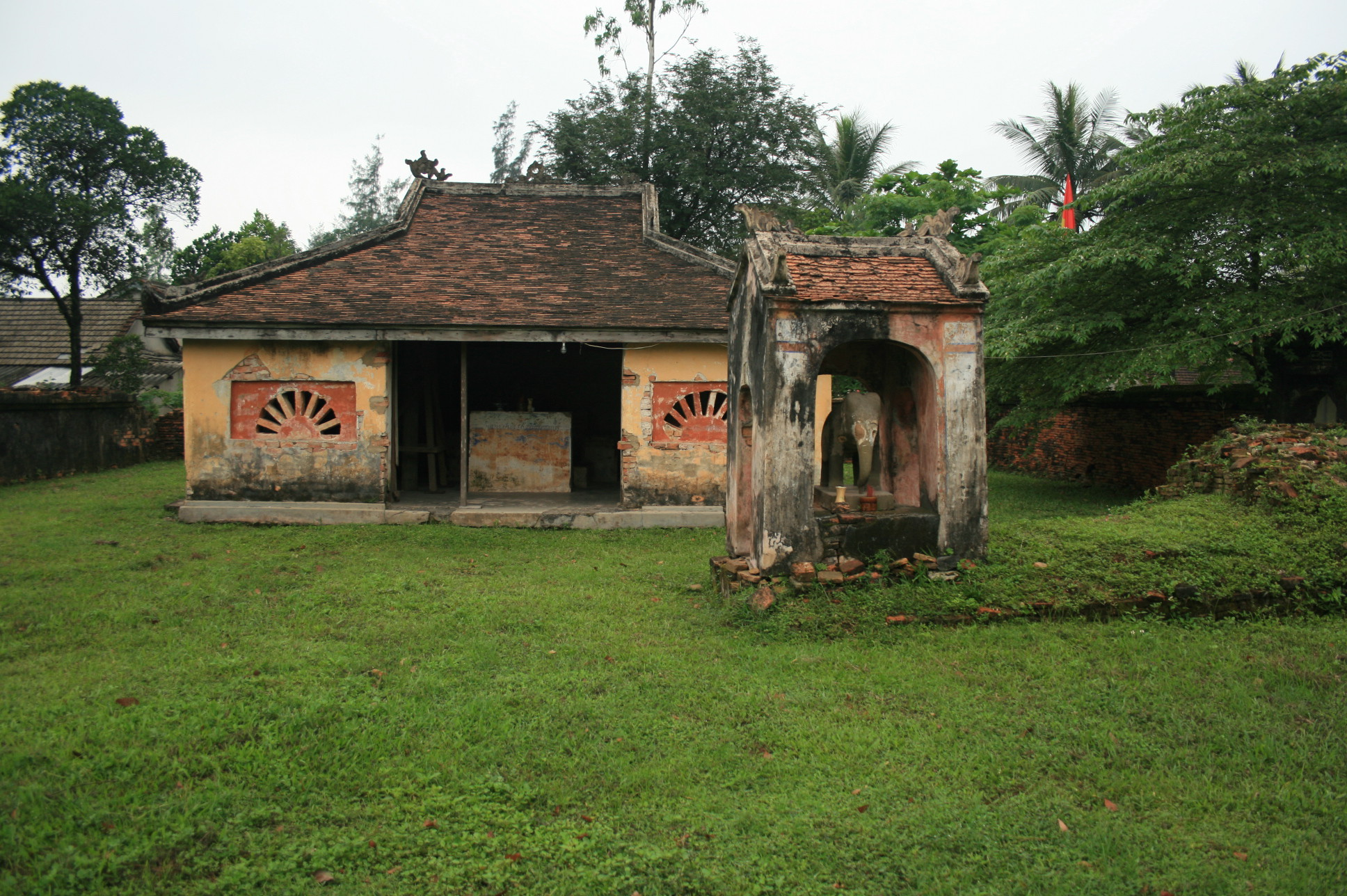
Tây Phối Điện

Điện Voi Ré được xây dựng trên một khu đất rộng, diện tích chừng 2.000m2, nằm về phía Đông Nam đồi Thọ Cương. Đại thần Nguyễn Đức Xuyên, chưởng tượng quân ty Tượng Chính là người chỉ huy việc xây dựng.
Điện Voi ré được xây theo nguyên tắc chung về thuật phong thủy, vận dụng Thành Lồi làm bình phong; hồ Điện tạo minh đường hồ có diện tích khoảng 1.000m², hồ được trồng sen. Kiến trúc điện theo kiểu chữ "môn", bên ngoài có vòng la thành xây bằng gạch. Phía trước cổng tam quan có hệ thống bậc cấp đi lên gồm 17 bậc; bên trên chính giữa ở lối chính có ba chữ Hán bằng sành "Nghiễm Nhược Lâm". Thẳng theo lối chính, trước khi vào đến sân miếu, là một bức bình phong Long Mã.
Miếu Long Châu nằm ở trung tâm làm theo kiểu trùng thiềm điệp ốc, gồm năm gian hai chái, mái lợp ngói liệt, tiền đường kiểu vỏ cua. Bên trong trang trí bằng hệ thống liên ba bằng gỗ với 104 ô hộc chủ yếu là chữ Thọ theo lối triện và hoa lá chim muông. Chính giữa ngôi miếu là một bức hoành phi khắc nổi ba chữ Hán màu vàng "Long Châu Miếu", bức hoành phi này được làm lại mới vào năm Khải Định thứ 2 (1917). Trong điện nguyên xưa có thờ 15 bài vị thờ các vị thần bảo hộ lính. Hiện nay, trong miếu chỉ còn lại bài vị của 4 vị thần là: thần Thiên Sư, thần Chúa Động, thần Hồng Nương, thần Tiền Hậu Khai Khẩn.
Hai bên miếu Long Châu là Đông Phối Điện và Tây Phối Điện, đây là nơi thờ những con voi lập được nhiều chiến công trong trận mạc vào thời kỳ quật khởi dựng xây đế nghiệp của triều Nguyễn, và đồng thời đây cũng làm nơi khoản đãi quan khách sau khi tế lễ. Trước hai ngôi nhà này, còn có hai tòa miếu phụ thờ thần vị voi, còn được gọi là miếu Tượng.
Sau chính điện là hai gò đất, xây thành xung quanh, trước có bia đá đề "Ô Long Tượng Mộ" (mộ voi Ô Long)
Trước đây ở hai miếu hai bên phía trước còn có bốn bài vị khác đề tên tước hiệu được phong của bốn con voi lập nhiều công trạng gồm: Đô Đốc Hùng Tượng Ré; Đô Đốc Hùng Tượng Bích; Đô Đốc Hùng Tượng Nhĩ và Đô Đốc Hùng Tượng Bôn.

## Tế lễ
Sau khi điện Voi Ré xây xong, triều đình đã ban cấp thêm nhiều tiền bạc để tổ chức tế lễ hai lần trong mỗi năm vào mùa xuân và mùa thu. Những con voi trung nghĩa đã được suy tôn ngang hàng với thần linh. Đồng thời, nơi đây còn thờ thêm những vị thần khác ở đó để cầu mong bảo vệ cho những con voi nhiều chiến tích. Năm 1825, vua Minh Mạng xét thấy các vị thần đều có công trong việc bảo vệ voi nên đã sắc phong cho điện Voi Ré và ban thêm cho các vị thần danh hiệu "Trợ Oai Tượng Võ Linh Ứng Hộ Tượng chi thần".